# Centropyge aurantia
Centropyge aurantia là một loài cá biển thuộc chi Centropyge trong họ Cá bướm gai. Loài này được mô tả lần đầu tiên vào năm 1974.

## Từ nguyên
Từ định danh của loài, aurantia, trong tiếng Latinh có nghĩa là "màu cam", hàm ý đề cập đến màu sắc sẫm cam của chúng.

## Phạm vi phân bố và môi trường sống
C. aurantia có phạm vi phân bố các đảo quốc, quần đảo ở Tây và Trung Thái Bình Dương. Từ các nhóm đảo phía đông Indonesia và Papua New Guinea, loài này được ghi nhận trải dài đến quần đảo Solomon, Pohnpei (Liên bang Micronesia), Palau, Vanuatu, Tonga, toàn bộ quần đảo Samoa và về phía nam đến rạn san hô Great Barrier.
C. aurantia sống tập trung gần các rạn san hô trên nền đá vụn, nhất là những nơi có sự phát triển phong phú của bọt biển, độ sâu khoảng từ 3 đến 60 m.

## Mô tả
C. aurantia có chiều dài cơ thể tối đa được biết đến là 10 cm. C. aurantia có màu cam ửng đỏ với nhiều vệt sọc dọc màu vàng kim ở hai bên thân. Vây lưng, vây đuôi và vây hậu môn có các dải sọc màu ô liu sẫm ở giữa. Mắt được bao quanh bởi một vòng màu xanh lam sẫm. C. aurantia có đôi mắt to và nằm rất gần miệng, khác với hầu hết các loài Centropyge khác. Mống mắt màu đỏ tươi. Quần thể C. aurantia ở đảo Sulawesi và quần đảo Solomon có thể có màu nâu đỏ của gỉ sét.
Số gai ở vây lưng: 14; Số tia vây ở vây lưng: 16–17; Số gai ở vây hậu môn: 3; Số tia vây ở vây hậu môn: 17–18.

## Sinh thái học
Thức ăn của C. aurantia là tảo và một số loài giáp xác nhỏ. C. aurantia có thể chuyển đổi giới tính từ cá cái sang cá đực như đã được biết đến ở nhiều loài Centropyge khác.

## Thương mại
C. aurantia ít được xuất khẩu trong ngành thương mại cá cảnh. Do là loài có tính cảnh giác và cũng khá nhát, C. aurantia chỉ bơi quanh quẩn gần các rạn san hô dày đặc nên rất hiếm khi được nhìn thấy trong tự nhiên.